# Picada Café

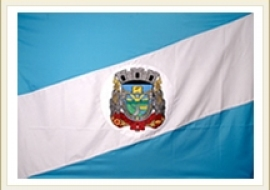
Bandera de la ciudad de Picada Café

Picada Café, también llamado Kaffeeschneiss en el idioma alemán de la región, es un municipio brasileño del estado de Rio Grande do Sul.
Se encuentra ubicado a una latitud de 29º26'39" Sur y una longitud de 51º08'11" Oeste, estando a una altitud de 106 metros sobre el nivel del mar. Su población estimada para el año 2004 era de 5.267 habitantes.
Ocupa una superficie de 83,4 km².